# Мойзес Аріас
Мойзес Аріас (англ. Moises Arias; нар. 18 квітня 1994, Нью-Йорк, США) — американський актор. Найбільш відомий за ролями у серіалі «Ханна Монтана» (2006—2011) й у фільмі «Королі літа» (2013).

## Ранні роки
Мойзес Аріас народився в Нью-Йорку, і є сином іммігрантів з регіону Пайса, що в Колумбії. Змалку вільно говорить англійською та іспанською мовами. Має брата Матео Аріаса, який також є актором.

## Кар'єра
«Життя Зака і Коді», «Всі ненавидять Кріса» — перші серіали, в яких Мойзес отримав невеликі ролі. В 2006 році отримав епізодичну роль Ріко в телесеріалі «Ханна Монтана», яка в другому сезоні стала постійною.
У 2009 році він зіграв роль совісті в третьому сезоні серіалу «Чарівники з Вейверлі Плейс».
2013 року знімається в повнометражних фільмах «Королі літа» та «Гра Ендера».

## Фільмографія
| Рік       | Українська назва                   | Оригінальна назва              | Роль            | Примітка           |
| --------- | ---------------------------------- | ------------------------------ | --------------- | ------------------ |
| 2006      | Життя Зака і Коді                  | The Suite Life of Zack & Cody  | Рендел          | Телесеріал         |
| 2005      | Всі ненавидять Кріса               | Everybody Hates Chris          |                 | Телесеріал         |
| 2006      | Пірнай, Оллі, пірнай!              | Dive Olly Dive!                |                 | Телесеріал         |
| 2006      | Ханна Монтана                      | Hannah Montana                 | Ріко            | Телесеріал         |
| 2006      | Суперначо                          | Nacho Libre                    | Хуан Пабло      |                    |
| 2008      | Великий кидок Бетховена            | Beethoven's Big Break          | Біллі           |                    |
| 2009      |                                    | Dadnapped                      | Андре           |                    |
| 2009      | Ідеальна гра                       | The Perfect Game               | Маріо Онтіверос |                    |
| 2009      | Астробой                           | Astro Boy                      | Зейн            | дубляж             |
| 2009      | Чарівники з Вейверлі Плейс         | Wizards of Waverly Place       |                 |                    |
| 2009      | Фінеас і Ферб                      | Phineas and Ferb               | Фред            |                    |
| 2011      | Любов Кусається                    | Love Bites                     | Джеф            |                    |
| 2012      | Ми вечірка                         | We the Party                   |                 |                    |
| 2012      | Позичайка Аріетті                  | Kari-gurashi no Arietti        | Спайлер         | Дубляж             |
| 2012      | Нуби                               | Noobz                          | Hollywood       |                    |
| 2012—2013 | Буває й гірше                      | The Middle                     | Метт            | Телесеріал (гість) |
| 2013      | Королі літа                        | The Kings of Summer            | Біяджо          |                    |
| 2013      | Гра Ендера                         | Ender's Game                   | Бонзо           |                    |
| 2013      | Нікчемний Я 2                      | Despicable Me 2                | Антоніо         | озвучка            |
| 2015      | Стенфордський тюремний експеримент | The Stanford Prison Experiment | Ентоні Керролл  |                    |
| 2016      |                                    | The Land                       |                 |                    |
| 2016      | Бен-Гур                            | Ben-Hur                        |                 |                    |
| 2017      | Ідеальний голос 3                  | Pitch Perfect 3                |                 |                    |
| 2017      |                                    | Little Bitches                 |                 |                    |
| 2017      | Жан-Клод Ван Джонсон               | Jean-Claude Van Johnson        |                 |                    |
| 2019      | Монос                              | Monos                          | Бігфут          |                    |
| 2022      | Самаритянин                        | Samaritan                      | Реза            |                    |
| 2024      | Фолаут                             | Fallout                        | Норм МакЛін     | Телесеріал         |